# Pararaneus uncivulva
Pararaneus uncivulva är en spindelart som först beskrevs av Embrik Strand 1907.  Pararaneus uncivulva ingår i släktet Pararaneus och familjen hjulspindlar.
Artens utbredningsområde är Madagaskar. Inga underarter finns listade i Catalogue of Life.